# Sebastian Batkowski
Sebastian Batkowski (* 16. August 1995) ist ein polnischer Poolbillardspieler.

## Karriere
Sebastian Batkowski begann 2010 mit dem Billardspielen. Im Juli 2013 wurde er durch einen 100:85-Sieg im Finale gegen den Deutschen Tobias Bongers Junioren-Europameister im 14/1 endlos sowie Vizeeuropameister mit der polnischen Juniorenmannschaft. Bei der, in der Disziplin 9-Ball ausgespielten, Junioren-Weltmeisterschaft 2013 erreichte er das Finale, in dem er jedoch mit 5:8 gegen den Taiwaner Ko Ping-chung verlor. Bei den Austria Open 2014 gelang ihm erstmals der Einzug in die Finalrunde eines Euro-Tour-Turniers. Er schied in der Runde der letzten 32 gegen Alexander Kazakis aus. Im Dezember 2015 gewann er seine erste Medaille bei der polnischen Meisterschaft der Herren; beim 10-Ball-Wettbewerb erreichte er das Halbfinale, in dem er dem späteren polnischen Meister Wojciech Trajdos nur knapp mit 6:7 unterlag.

## Erfolge
| 14/1-endlos-Junioreneuropameister: | 2013 |